# Michael Ryderstedt
Michael Ryderstedt, född 12 november 1984 i Stockholm, är en svensk före detta professionell tennisspelare.
I augusti 2001 vann han tillsammans med Dudi Sela från Israel dubbeltiteln i Fischer Junior Open.
Hans bästa prestation på ATP-touren fram tills 2011 är hans semifinalplats i If Stockholm Open 2004, där han besegrades av slutvinnaren Thomas Johansson.
Hans högsta dubbelrankning är 154 och hans högsta singelrankning är 130. I oktober 2012 tillkännagav han att han drar sig tillbaka från tennisen.

## Singeltitlar

### Vinster (1)
| Förklaring (Singel)    |
| Grand Slam (0)         |
| Tennis Masters Cup (0) |
| ATP Masters Series (0) |
| ATP Tour (0)           |
| Challengers (1)        |

| Nr | Datum           | Turnering   | Underlag | Finalmotståndare | Resultat        |
| 1. | 7 februari 2005 | Dallas, USA | Hard     | André Sá         | 26–7, 7–65, 6–2 |

## Dubbeltitlar

### Vinster (2)
| Förklaring (Dubbel)    |
| Grand Slam (0)         |
| Tennis Masters Cup (0) |
| ATP Masters Series (0) |
| ATP Tour (0)           |
| Challengers (2)        |

| Nr | Datum        | Turnering        | Underlag | Partner         | Finalmotståndare                      | Resultat         |
| 1. | 1 maj 2006   | Telde, Spanien   | Clay     | Adam Chadaj     | David Marrero Daniel Muñoz de la Nava | 5–7, 6–3, [10–7] |
| 2. | 28 juli 2008 | Tampere, Finland | Clay     | Ervin Eleskovic | Harri Heliövaara Henri Kontinen       | 6–3, 6–4         |

### Andra platser (5)
| Nr | Datum           | Turnering                  | Underlag | Partner              | Finalmotståndare                     | Resultat         |
| 1. | 19 juli 2004    | Valladolid, Spanien        | Hard     | Aisam-ul-Haq Qureshi | Jean-François Bachelot Nicolas Mahut | 6–3, 6–4         |
| 2. | 31 juli 2006    | Timişoara, Rumänien        | Clay     | Ervin Eleskovic      | Victor Crivoi Victor Ioniţă          | 6–3, 6–4         |
| 3. | 17 juli 2007    | Manchester, Storbritannien | Grass    | Jesse Huta Galung    | Rohan Bopanna Aisam-ul-Haq Qureshi   | 4–6, 6–3, [10–5] |
| 4. | 29 oktober 2007 | Louisville, USA            | Hard     | Richard Bloomfield   | John Isner Travis Parrott            | 6–4, 6–4         |
| 5. | 6 oktober 2008  | Stockholm, Sverige         | Hard     | Johan Brunström      | Jonas Björkman Kevin Ullyett         | 6–1, 6–3         |